# Josip Glasnović
Josip Glasnović, född 7 maj 1983 i Zagreb, är en kroatisk sportskytt.
Glasnović blev olympisk guldmedaljör i trap vid sommarspelen 2016 i Rio de Janeiro.